# 古田求
古田 求（ふるた もとむ、1947年4月9日 - ）は、日本の脚本家。佐賀県佐賀市出身。

## 人物
- 佐賀大学文化教育学部附属中学校、佐賀県立佐賀北高等学校、國學院大學文学部卒[3][2]。
- 通っていたシナリオ研究所で出会った井手雅人に師事[2]。シナリオ研究所卒業後は助監督を経て、1978年『ダイナマイトどんどん』で脚本家デビュー[2]。
- 1982年『疑惑』で第37回毎日映画コンクール脚本賞を[4]、1994年『忠臣蔵外伝 四谷怪談』で第18回日本アカデミー賞最優秀脚本賞を受賞[5]。
- テレビでも脚本を数多く手がけ、『壬生義士伝〜新選組でいちばん強かった男〜』（2002年）でギャラクシー賞選奨などを受賞。

## 主な作品

### 映画
- ダイナマイトどんどん（1978年）
- 疑惑（1982年）
- 迷走地図（1983年）
- ねずみ小僧怪盗伝（1984年、松竹）
- 危険な女たち（1985年）
- 薄化粧（1985年）
- 十手舞（1986年）
- パッセンジャー 過ぎ去りし日々（1987年）
- 忠臣蔵外伝 四谷怪談（1994年）
- バルトの楽園（2006年）
- 救いたい（2014年）

### ドラマ
- 特捜最前線(1977年 - 、テレビ朝日)
- 刑事鉄平(1979年 - 、関西テレビ、フジテレビ)
- 松本清張の脊梁（1982年、日本テレビ）
- 松本清張の西海道談綺（1983年、テレビ西日本、フジテレビ）
- 鬼平犯科帳（フジテレビ）
- 忠臣蔵 風の巻・雲の巻（1991年、フジテレビ）
- 影狩り（1992年、フジテレビ）
- 運命峠（1993年、フジテレビ）
- 忠臣蔵（1996年、フジテレビ）
- 松本清張スペシャル・霧の旗（1997年、フジテレビ）
- 剣客商売（フジテレビ）
- 壬生義士伝〜新選組でいちばん強かった男〜（2002年、テレビ東京）
- 忠臣蔵〜決断の時（2003年、テレビ東京）
- 大友宗麟〜心の王国を求めて（2004年、NHK）
- 忠臣蔵(2004年、テレビ朝日)
- だましゑ歌麿（2009年 - 2014年、テレビ朝日）
- 柳生武芸帳（2010年、テレビ東京）
- 立花登青春手控え（2016年 - 2020年、NHK BSプレミアム）